# Wan Air
Wan Air — авиакомпания, базирующаяся в Международном аэропорту Фаа, Таити, Французская Полинезия. Выполняет частные заказные рейсы для компаний, занимающихся добычей жемчуга. Общественные пассажирские перевозки не входят в сферу деятельности компании.

## История
Компания была основана в 1987 году, и изначально, занимаясь преимущественно чартерными пассажирскими перевозками, имела постоянные рейсы на близлежащие острова — Бора-Бора, Хуахине, Раиатеа, а также на некоторые более отдалённые — Маркизские и Туамоту.
28 ноября 2004 года Wan Air исключила из своей деятельности чартерные и регулярные пассажирские рейсы, переключившись на отдельные заказы от компаний, занимающихся добычей жемчуга.

## Флот
По состоянию на август 2006 года, флот компании состоял из следующих самолётов:
По состоянию на 1990 год, компания также владела самолётом Dassault Falcon 50